# Renate Rastätter

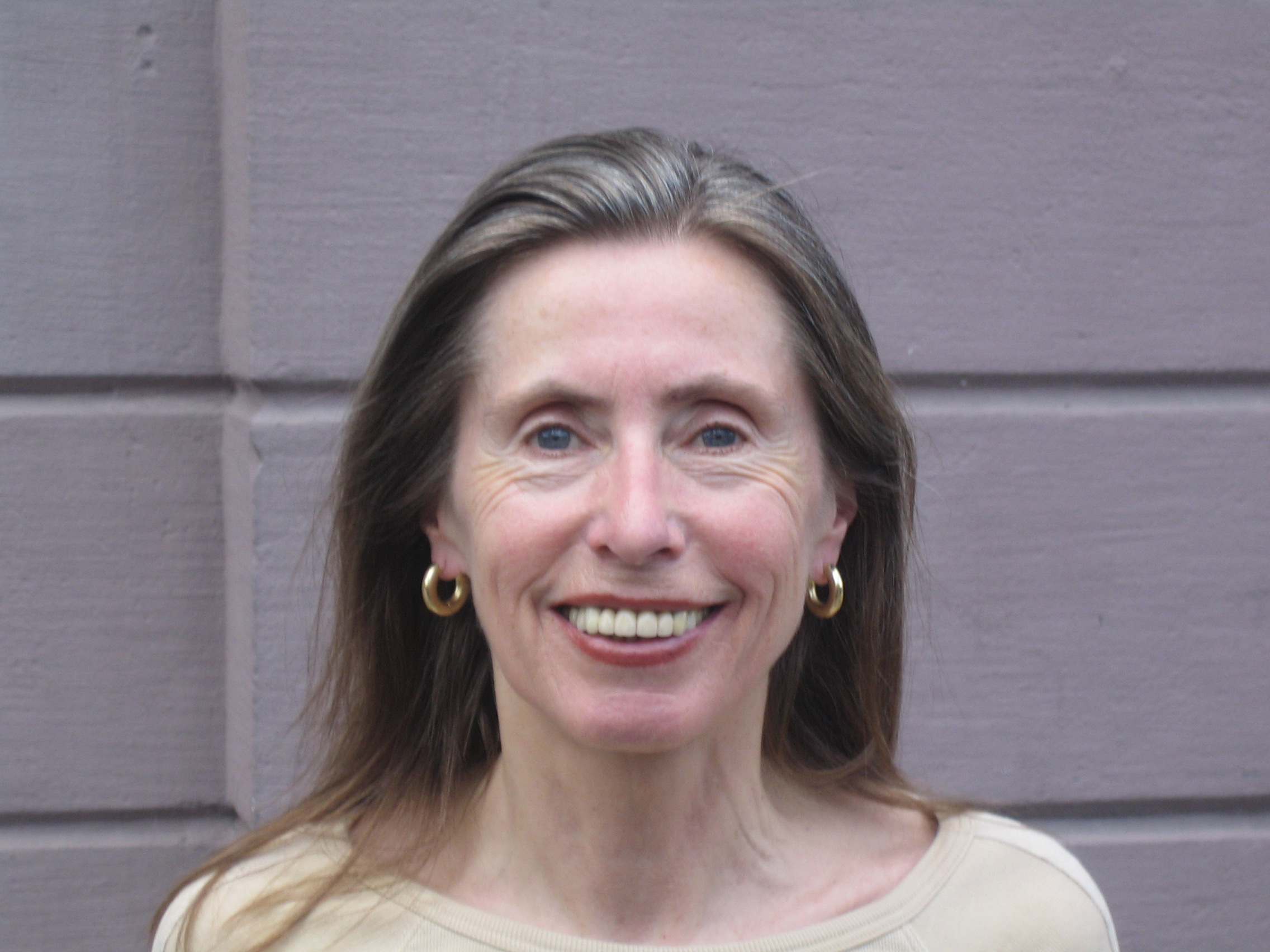
Renate Rastätter

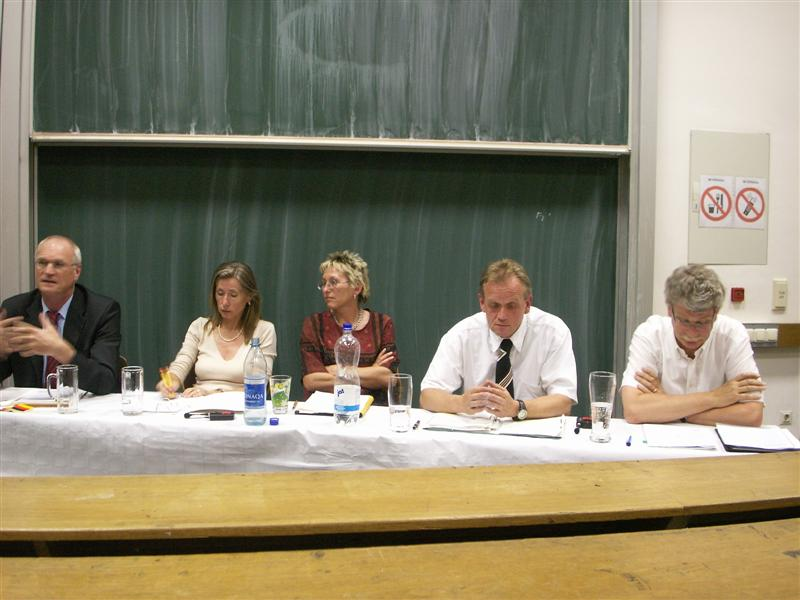
Rastätter (2.v.l.) bei einer Diskussion über Tierrechte

Renate Rastätter (* 16. September 1947 in Karlsruhe) war von April 1996 bis April 2011 Abgeordnete der Grünen im Landtag von Baden-Württemberg.

## Leben
Von 1953 bis 1963 besuchte Renate Rastätter zunächst acht Jahre lang die Volksschule und anschließend zwei Jahre die Handelsschule in Karlsruhe-Durlach. Danach übte sie bis 1971 verschiedene berufliche Tätigkeiten aus – unter anderem war sie zwei Jahre lang im Bank- und Industriewesen tätig –; anschließend machte sie in Cambridge den Abschluss „Proficiency in English“. Von 1971 bis 1975 studierte sie an der PH Karlsruhe für das Lehramt an Grund- und Hauptschulen mit Aufbaustudium für das Lehramt an Realschulen; parallel dazu arbeitete sie als Übersetzerin. Im Anschluss war sie bis 1996 Lehrerin an der Realschule Königsbach-Stein. Während dieser Zeit fungierte sie darüber hinaus dort als Verbindungs- und Vertrauenslehrerin.

## Politische Tätigkeit
Ihr Interesse an Politik begann bereits während der Studienzeit. Ihr Interesse neigte sich allmählich dem Umweltschutz zu. Renate Rastätter gehörte im Januar 1980 zu den Gründungsmitgliedern der Grünen. Von 1980 bis 1983 war sie Mitglied im Kreisvorstand der Grünen in Karlsruhe. Bereits bei der Bundestagswahl 1983 war sie Kandidatin. Danach war sie ab 1984 zehn Jahre lang Gemeinderatsmitglied der Stadt Karlsruhe, davon sieben Jahre als Fraktionsvorsitzende der Grünen-Gemeinderatsfraktion. Bei der Landtagswahl 1996 wurde sie über ein Zweitmandat im Wahlkreis Karlsruhe I erstmals in den Landtag gewählt. Bei der Landtagswahl 2001 erhielt sie erneut ein Zweitmandat im Wahlkreis Karlsruhe I. Bei der Landtagswahl 2006 trat sie erstmals im Wahlkreis Karlsruhe II an und erhielt auch hier wieder ein Zweitmandat. Zur Landtagswahl 2011 trat sie nicht mehr an. Als Landtagsabgeordnete war sie thematisch für Schule und Tierschutz zuständig sowie Mitglied des Schulausschusses.
Seit 2014 ist sie erneut Mitglied im Gemeinderat der Stadt Karlsruhe.
Außerdem ist sie Mitglied bei der Gewerkschaft Erziehung und Wissenschaft (GEW), dem Bund für Umwelt und Naturschutz Deutschland (BUND), in mehreren Fördervereinen und in Tierschutzorganisationen.

## Ehrung
2016 wurde Renate Rastätter der Verdienstorden des Landes Baden-Württemberg verliehen.

## Schriften
- Staatsziel Tierschutz zwischen Anspruch und politischer Umsetzung. In: Interdisziplinäre Arbeitsgemeinschaft Tierethik (Hrsg.): Tierrechte – Eine interdisziplinäre Herausforderung. Erlangen 2007, ISBN 978-3-89131-417-3.